# (10263) Vadimsimona
(10263) Vadimsimona (1976 SE5) – planetoida z pasa głównego asteroid okrążająca Słońce w ciągu 4,34 lat w średniej odległości 2,66 j.a. Odkryta 24 września 1976 roku.